# غريغ بينغهام
غريغ بينغهام (بالإنجليزية: Gregg Bingham)‏ هو جمع العملات أمريكي، ولد في 13 مارس 1951 في إيفانستون في الولايات المتحدة.

## وصلات خارجية
- غريغ بينغهام على موقع مرجع كرة القدم المحترفة.كوم (الإنجليزية)